# Строманта
Строманта (лат. Stromanthe) — род растений семейства Марантовые (Marantaceae).

## Название
Родовое латинское (научное) название Stromanthe происходит от греческих слов stroma — «ложе» и anthos — «цветок», описывая характерное расположение цветков в соцветии.
Русскоязычное название является транслитерацией латинского.

## Описание
Представители рода — корневищные, стелющиеся, многолетние, травянистые растения. Листья преимущественно прикорневые и состоят из двух рядов.
Соцветие может быть кистевидным или метельчатым. Прицветники обычно оранжевого или желтоватого цвета, они опадают и окружают небольшие группы незаметных почти сидячих или сидячих цветков. Чашелистиков обычно 3. Венчик имеет очень короткую трубку, а стаминодии обычно состоят из 4, иногда 2 лепестковидных элементов, которые находятся снаружи. Завязь нижняя, одногнездная. Плод — односемянная коробочка.

## Распространение
Природный ареал охватывает территорию от Мексики до Южной Америки, включая следующие страны: Аргентина, Белиз, Боливия, Колумбия, Коста-Рика, Эквадор, Французская Гвиана, Гватемала, Гайана, Гондурас, Мексика, Никарагуа, Панама, Перу, Суринам, Тринидад-Тобаго и Венесуэла.

## Таксономия
Stromanthe Sond., первое упоминание в Neue Allg. Deutsche Garten- Blumenzeitung 5: 225 (1849).

### Синонимы
Гетеротипные (основанные на разных номенклатурных типах):
- Kerchovea Joriss. (1882)
- Marantopsis Körn. (1862)

### Виды

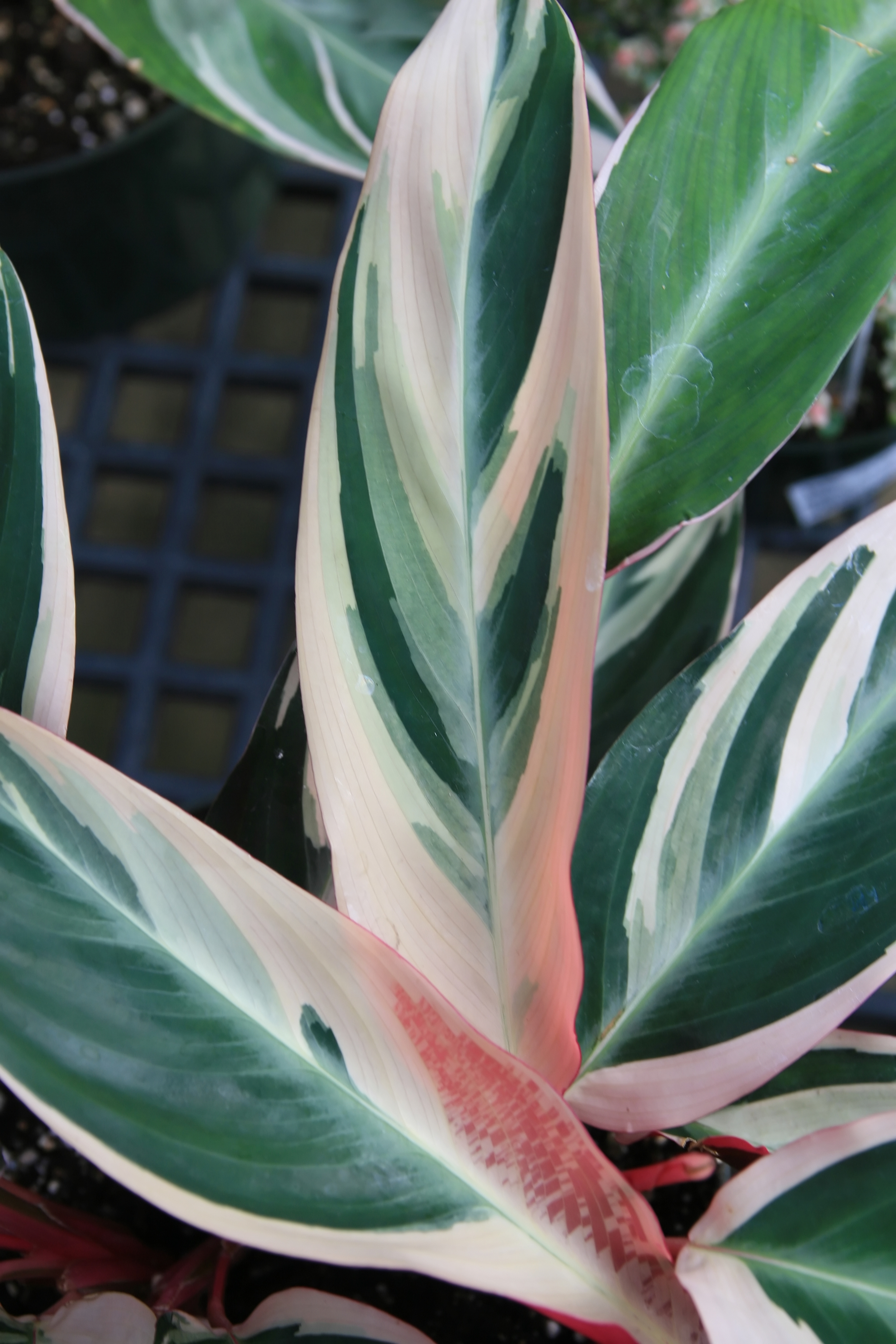
Листья

Подтвержденные виды по данным сайта Plants of the World Online на 2023 год:
- Stromanthe angustifolia Rusby
- Stromanthe bahiensis Yosh.-Arns, Mayo & J.M.A.Braga
- Stromanthe boliviana K.Schum.
- Stromanthe confusa K.Schum.
- Stromanthe glabra Yosh.-Arns
- Stromanthe idroboi Yosh.-Arns, Mayo & J.M.A.Braga
- Stromanthe jacquinii (Roem. & Schult.) H.Kenn. & Nicolson
- Stromanthe macrochlamys (Woodson & Standl.) H.Kenn. & Nicolson
- Stromanthe palustris H.Kenn.
- Stromanthe papillosa Petersen
- Stromanthe popolucana Cast.-Campos, Vovides & Vázq.Torres
- Stromanthe porteana Gris
- Stromanthe ramosissima L.Andersson
- Stromanthe sellowiana K.Schum.
- Stromanthe stromanthoides (J.F.Macbr.) L.Andersson
- Stromanthe thalia (Vell.) J.M.A.Braga
- Stromanthe tonckat (Aubl.) Eichler